# Setter
En setter er en langhåret engelsk hønsehund. Der er flere setter-racer.

## Setter-racer
- Engelsk setter
- Irsk rød og hvid setter
- Irsk setter
- Gordon setter

| Dyr | Spire Denne artikel om dyr er en spire som bør udbygges. Du er velkommen til at hjælpe Wikipedia ved at udvide den. |